# Evangelion: 1.11 – You Are (Not) Alone.
Evangelion: 1.11 – You Are (Not) Alone. (jap. ヱヴァンゲリヲン新劇場版:序 Evangerion Shin-Gekijōban: Jo, dt. „Evangelion Neue Kinofassung: Beginn“) ist der erste Film der Reihe Rebuild of Evangelion zur Anime-Fernsehserie Neon Genesis Evangelion.
Der Film fasst die Ereignisse der ersten sechs Episoden der Fernsehserie zusammen und zeigt diese in neuen Bildern. Die Handlung wurde gegenüber der Serie jedoch leicht verändert.

## Handlung
Der 14-jährige Schüler Shinji Ikari kommt auf Wunsch seines Vaters Gendō nach Neo Tokyo-3. Auf dem Weg dorthin gerät er mitten in den Kampf des Militärs gegen eine riesenhafte Kreatur, die als der „vierte Engel“ bezeichnet wird. Shinji wird in das Hauptquartier der geheimen UN-Organisation NERV gebracht, die von seinem Vater geleitet wird. Er ist als Pilot für den Evangelion Einheit 01 vorgesehen, einer humanoiden Universalkampfmaschine, die speziell für den Kampf gegen die Engel entwickelt und gebaut wurde. Nachdem er sich zunächst weigert, willigt Shinji schließlich doch ein, EVA-01 zu steuern, hat dem Engel jedoch kaum etwas entgegenzusetzen. Als der Kampf bereits zugunsten des Angreifers entschieden scheint, gerät der Evangelion plötzlich außer Kontrolle und besiegt während seines Amoklaufs den Engel, der sich daraufhin selbst zerstört.
Nach dem Kampf wird Shinji aufgrund des sehr distanzierten und zerrütteten Verhältnisses zu seinem Vater von der NERV-Offizierin Misato Katsuragi aufgenommen. Die Eingewöhnung in seine neue Umgebung fällt ihm sehr schwer; an seiner neuen Schule hat Shinji kaum Kontakte zu seinen Mitschülern. Von seinem Klassenkameraden Tōji Suzuhara wird er gar verprügelt, da dessen kleine Schwester bei Shinjis Kampf gegen den Engel schwer verletzt wurde.
Im Kampf gegen den fünften Engel missachtet Shinji einen Befehl zum Rückzug und greift den Gegner stattdessen frontal an. Obwohl es ihm gelingt, den Engel im letzten Moment zu besiegen, wird Shinji von Misato, die bei NERV seine Vorgesetzte ist, für seinen Ungehorsam zur Rede gestellt und gerügt. Er läuft davon und wandert ziellos umher, bis er vom NERV-Sicherheitsdienst aufgegriffen und zurückgebracht wird.
Beim Angriff des sechsten Engels wird Shinji schwer verletzt, als EVA-01 vom Gegner mit einem Partikelstrahl beschossen wird. Nach der Bergung des beschädigten Evangelions entwickelt NERV einen Plan, den Engel, der sich mit einer Art Bohrer langsam zum unterirdisch gelegenen NERV-Hauptquartier vorarbeitet, mit dem Prototyp einer Hochleistungs-Positronenkanone zu beschießen. Die hierfür benötigte Energie soll aus dem gesamten Stromnetz Japans bezogen werden. Zielen und Abfeuern der Waffe soll Shinji mit EVA-01 übernehmen.
Als sich Shinji jedoch weigert, wieder in den Evangelion zu steigen, da er sich vor den möglichen Konsequenzen fürchtet, nimmt Misato ihn mit in die unterste Ebene des NERV-Hauptquartiers und zeigt ihm die dort gefangene Lilith. Bei ihr handelt es sich um einen weiteren Engel, der zum Auslöser einer globalen Katastrophe werden könnte, wenn es zum Kontakt mit einem der angreifenden Engel kommen sollte. Im Jahr 2000 hatte sich mit dem sogenannten Second Impact bereits eine ähnliche Katastrophe ereignet, der die Hälfte der Weltbevölkerung zum Opfer gefallen war. Die Menschheit vor einem Third Impact zu beschützen, sei die Aufgabe der Evangelions. Vor diesem Hintergrund willigt Shinji schließlich ein, EVA-01 erneut zu steuern. Im zweiten Anlauf gelingt es ihm, den Engel zu besiegen.
Zuletzt erwacht der Engel Kaworu Nagisa auf dem Mond. Er spricht mit einem Vertreter der Geheimorganisation SEELE, die hinter NERV und dem Evangelion-Projekt steht, über den Vertrag, den die beiden Parteien geschlossen haben. Kaworu erklärt, dass er sich auf die Begegnung mit Shinji Ikari freut.

## Produktion und Veröffentlichung

Das Logo der Organisation SEELE wurde im Vergleich zur Serie verändert

Der Film wurde unter der Leitung von Hideaki Anno vom Studio Khara produziert, das von ihm speziell für die Produktion der Filmreihe Rebuild of Evangelion gegründet wurde. Anno, der auch das Drehbuch des Films verfasst hat, führte dabei unterstützt von Kazuya Tsurumaki und Masayuki Regie. Die Charaktere wurden wie bereits bei der Fernsehserie von Yoshiyuki Sadamoto entworfen, der auch den Manga zeichnete.
Am 1. September 2007 kam der Film mit dem englischen Untertitel Evangelion:1.0 – You Are (Not) Alone. in die japanischen Kinos, im Januar 2008 wurde er in Südkorea veröffentlicht. Am Ende des Films kündigt ein Trailer den zweiten Film der Reihe an, Evangelion: 2.22 – You Can (Not) Advance..
Eine überarbeitete Version des Films wurde am 26. April 2008 in Kinos in Tokio und Osaka unter dem Titel Evangelion:1.01 – You Are (Not) Alone. gezeigt. Diese Fassung wurde am 20. Oktober 2008 mit deutscher Synchronisation durch Universum Anime auf DVD veröffentlicht. Die deutsche Kinopremiere des Films fand Anfang August 2008 auf der Animagic in Bonn statt; danach wurde der Film in mehreren Städten im Rahmen des Fantasy Filmfests gezeigt.
Am 27. Mai 2009 wurde in Japan eine abermals überarbeitete Fassung namens Evangelion:1.11 – You Are (Not) Alone. auf DVD und Blu-ray Disc veröffentlicht. Sie enthält zusätzliche Szenen und wurde digital remastered. Im deutschsprachigen Raum ist diese Fassung am 16. Juli 2010 bei Universum Anime auf Blu-ray Disc erschienen. Im deutschsprachigen Fernsehen wurde diese Fassung am 22. Juli 2012 durch den Sender Super RTL zum ersten Mal gezeigt.

### Synchronisation
Die deutsche Sprachfassung des Films wurde vom Synchronstudio Deutsche Synchron erstellt, das bereits bei der Fernsehserie für diese Aufgabe verantwortlich zeichnete. Hierfür konnten zum Großteil wieder die für die Synchronisation der Serie eingesetzten Sprecher verpflichtet werden. Lediglich Marie Bierstedt (Rei Ayanami) und Julia Kaufmann (Misato Katsuragi) standen für die Aufnahmen nicht zur Verfügung und wurden durch andere Sprecherinnen ersetzt. Amazon hat 2021 eine neue Synchronfassung von Arena Synchron erstellen lassen, bei der wieder die deutschen Originalstimmen dieser Rollen zu hören sind.
| Rolle                   | Japanischer Sprecher (Seiyū) | Deutscher Sprecher                                    | Deutscher Sprecher |
| Rolle                   | Japanischer Sprecher (Seiyū) | 2008 (DVD)                                            | 2021 (Amazon)      |
| ----------------------- | ---------------------------- | ----------------------------------------------------- | ------------------ |
| Shinji Ikari            | Megumi Ogata                 | Hannes Maurer                                         | Hannes Maurer      |
| Asuka Langley Shikinami | Yuuko Miyamura               | Julia Ziffer                                          | Julia Ziffer       |
| Ritsuko Akagi           | Yuriko Yamaguchi             | Peggy Sander                                          | Peggy Sander       |
| Gendō Ikari             | Fumihiko Tachiki             | Erich Räuker                                          | Erich Räuker       |
| Kōzō Fuyutsuki          | Motomu Kiyokawa              | Hans-Werner Bussinger Uli Krohm (neue Szenen in 1.11) | Uli Krohm          |
| Tōji Suzuhara           | Tomokazu Seki                | Julien Haggége                                        | Julien Haggége     |
| Kensuke Aida            | Tetsuya Iwanaga              | Gerrit Schmidt-Foß                                    | Gerrit Schmidt-Foß |
| Lorenz Keel             | Makoto Terada                | Horst Lampe                                           | Horst Lampe        |
| Rei Ayanami             | Megumi Hayashibara           | Samia Little Elk                                      | Marie Bierstedt    |
| Misato Katsuragi        | Kotono Mitsuishi             | Gundi Eberhard                                        | Julia Kaufmann     |
| Kaworu Nagisa           | Akira Ishida                 | Robin Kahnmeyer                                       | Robin Kahnmeyer    |

### Musik
Die Musik für den Film wurde von Shirō Sagisu komponiert und im September 2007 als Album veröffentlicht. Bei vielen Stücken der Filmmusik handelt es sich um neu arrangierte Stücke aus der Fernsehserie.
Der Abspann des Films ist mit dem Lied Beautiful World von Hikaru Utada unterlegt, das auch auf ihrer Single Beautiful World / Kiss & Cry enthalten ist. Der Titel Fly Me to the Moon wurde ebenfalls neu arrangiert und als Fly Me To The Moon (In Other Words) –2007 Mix– veröffentlicht. Diese Fassung des Liedes wurde im ersten Trailer zum Film verwendet.

## Erfolg
Der Film wurde in Japan am ersten Wochenende nach der Veröffentlichung von über 236.000 Menschen gesehen und spielte 280 Millionen Yen (etwa 2,3 Millionen Euro) ein. Im gesamten Jahr 2007 spielte der Film 2 Milliarden Yen ein (etwa 16,3 Millionen Euro) und lag damit auf Platz 15 unter den erfolgreichsten japanischen Filmen des Jahres und war der vierterfolgreichste Anime-Film. Die knapp 220.000 Exemplare der DVD waren in Japan nach weniger als einer Woche ausverkauft. Damit gelang dem Film auch der erfolgreichste DVD-Start 2008. Auch im darauffolgenden Jahr 2009 wurden etwa 96.000 Blu-rays verkauft und etwa 590 Mio. Yen eingenommen, wodurch sie in der Jahresendauswertung auf Platz 1 kam. Sogar noch in der ersten vollen Juniwoche 2010 konnte es sich mit 7.000 verkauften Exemplaren noch auf Platz 2 setzen, wobei Platz 1 von Evangelion:2.22 – You can (not) advance. belegt war.
Der Film gewann bei der Tōkyō Kokusai Anime Fair 2008 den Tokyo Anime Award für den Animationsfilm des Jahres. Hideaki Anno gewann den Preis für die beste Regie.